# دورك قنبري (شليل)
دورك قنبري (بالفارسية: دورک قنبری) هي قرية تقع في إيران في قسم شلیل الريفي. يقدر عدد سكانها بـ 611 نسمة بحسب إحصاء 2016.